# Englische Materialisten
Der englische Materialismus des 18. Jahrhunderts ist eine leuchtende und bedeutende Erscheinung in der westeuropäischen Philosophie der Neuzeit. In den Personen seiner herausragenden Vertreter – John Toland (1670–1722), Anthony Collins (1676–1729), David Hartley (1704–1757) und Joseph Priestley (1733–1804) – spielte er eine wichtige Rolle bei der Entwicklung des philosophischen Denkens in England. Der englische Materialismus hatte einen großen Einfluss auf die Entwicklung der Philosophie in anderen Ländern.
Der Philosoph Francis Bacon ist als Begründer des englischen Materialismus anerkannt.

## Rezeption
In der russischen philosophischen Buchreihe Filossofskoje nasledije (russisch Философское наследие; „Philosophisches Erbe“) beispielsweise sind den Englischen Materialisten des 18. Jahrhunderts drei Bände gewidmet und ihre wichtigsten philosophischen Werke vorhanden: Der erste Band enthält die Werke von J. Toland “Letters to Serena”, “Adeisidemon”, “Nazarian”, “Clidophorus” and “Pantenstikon”; der zweite Band enthält die Werke von A. Collins “Discourse on Free Thought” and “Philosophical Study of Human Freedom” und Auszüge aus dem Werk von D. Hartley “Reflections on Man, His Structure, His Duty and Hopes”; der dritte Band enthält die Werke von J. Priestley “Studies on Matter and Spirit”, “Philosophical Doctrine of Necessity”, “Essay on the Basic Principles of Public Administration and on the Nature of Political and Civil Freedom” und andere seiner Werke.